# Robbi, Tobbi und das Fliewatüüt (Fernsehfilm)
Robbi, Tobbi und das Fliewatüüt ist ein Fernsehfilm von Armin Maiwald  aus dem Jahr 1972. Nach dem gleichnamigen Kinderbuch produzierte der WDR einen aufwändigen Fernsehfilm in vier Teilen, der erstmals am 3. September 1972 im Ersten ausgestrahlt wurde.

## Dreharbeiten

### Vorbereitungen
Die Pläne zum Verfilmen von Robbi, Tobbi und das Fliewatüüt entstanden bereits kurz nach Erscheinen des Buchs. Von den ersten Vorbereitungen bis zur letzten Abnahme dauerte das Vorhaben dann nahezu vier Jahre, die Dreharbeiten allein erstreckten sich über etwa 2½ Jahre.
Der Regisseur Armin Maiwald stand am Anfang vor der Frage, in welcher Form die Realisierung erfolgen sollte. Dabei wäre ein Roboter in Menschengröße bei dem, was er alles können musste, zu teuer gekommen. So kam es zur Entscheidung für ein Puppenspiel. Anschließend fragte man den Autor Boy Lornsen, ob man die Geschichte in Teilen umschreiben dürfe; dem stimmte er zu. Dann verfasste der Puppenspieler und Leiter der Hohnsteiner Kasperbühne Friedrich Arndt die erste Drehbuchfassung. Schließlich beschloss man eine Art Mischproduktion: Die Puppen sollten sich in einem realen Umfeld bewegen, also den Nordpol oder Schottland besuchen können. Geplant waren vier Folgen à 60 Minuten, und nachdem der WDR dem Projekt zugestimmt hatte, ließ sich Maiwald einem alten Theaterglauben folgend nicht mehr die Haare schneiden, woraufhin er schließlich einen Pferdeschwanz besaß, der fast bis zum Gesäß reichte.

### Flugaufnahmen
Zuerst entstanden die Außenaufnahmen, wobei es sich vorwiegend um Flugaufnahmen handelte. Sie wurden auf 35-mm-Film aufgenommen und waren mit großem Aufwand verbunden. Es gab noch keine vom Cockpit aus fernbedienbaren Kameras an der Außenseite des Hubschraubers, so dass man mit ausgehängter Seitentür filmen musste, entweder mit einem komplizierten Gestell für die Kamera oder mit der Kamera auf der Schulter, die dann in einem Gyro-Stabilisator montiert sein musste. Zu jener Zeit wurde vorwiegend die Bell 212 vermietet, die nur zwei Rotorblätter besaß und deswegen unruhig in der Luft lag. Für die Aufnahmen in Deutschland konnte man nach längerem Suchen einen Hughes 250 bekommen. Er eignete sich mit seinen drei Rotorblättern hervorragend für Filmaufnahmen, war aber nur zweisitzig. Da der Kameramann Werner van Appeldorn an der Optimierung des Drehbuchs mitgearbeitet hatte, verliefen die Dreharbeiten dennoch reibungslos. Der später verwendete Hughes 500 besaß vier Sitze, so dass Armin Maiwald und ein Kameraassistent dem Kameramann über das bordeigene Kommunikationssystem Hinweise geben konnten.
Die Aufnahmearbeiten waren auch mit gefährlichen Situationen verbunden. In Schottland konnte man nur einen Bell/Agusta bekommen. Beim Probeflug kam es zum Kabelbrand, woraufhin sich nicht einmal der Höhenmesser ablesen ließ. Der Pilot vermochte die Maschine aber dennoch unversehrt zu landen. Beim Umfliegen eines militärischen Sperrgebiets in Schottland hatte eine Militärmaschine das Übungsgebiet verlassen und flog so nah unter dem Hubschrauber, dass es fast zur Kollision gekommen wäre. Bei einem Besuch in Finnland, um Meer mit Eisschollen aufzunehmen, flog der Pilot immer direkt in den Hangar hinein, wobei ihn einmal eine Windböe erwischte, so dass der Hubschrauber um 90° geneigt in der Luft stand. Der Pilot fing die Maschine wieder ein und landete beim zweiten Versuch im Hangar.
Die Nordpol-Aufnahmen entstanden auf dem Gletscher des Großglockners. Der Szenenbildner Wolfgang Schünke hatte Einzelteile für ein Iglu und eine Wetterstation gebaut, die am Drehort zusammengesetzt werden mussten. Beim Transport wurde die Gipfelhöhe des Hubschraubers erreicht, so dass er nur langsam vonstattenging. Der erste Versuch misslang sogar, weil ein Fallwind ihn mehrere Hundert Meter tief ins Tal drückte und der Pilot dem Wind erst entkommen konnte, als die ersten Häuser schon beängstigend nahe kamen. Ausgangspunkt war ursprünglich der Flugplatz Zell am See, dann hatte man einen Busparkplatz etwa vier Minuten vom Drehort entfernt angemietet. Bei den Dreharbeiten kam es einmal zum plötzlichen Wetterumschwung, so dass der Parkplatz von einer Wolke verdeckt war und der Hubschrauber weiter unten auf der Passstraße notlanden musste, da er im Hinblick auf das Fluggewicht möglichst wenig Treibstoff dabei hatte.

### Puppen
Die Puppen wurden unter der Leitung von Friedrich Arndt bei mehreren Puppenbildnern gebaut, bei Arndt in Hamburg, bei Rudolf Fischer (Puppenspieler) in Darmstadt, bei Albrecht Roser in Stuttgart (Studio Roser) und bei Dreschers in Weilheim. Dies dauerte eine Weile, um auch einen einheitlichen Stil zu erhalten. Robbi und Tobbi entstanden mehrfach, Robbi zusätzlich als maßstäblich vergrößerte Version, und manche Puppen besaßen 3,5 m lange Schnüre, um sie nahe der Studiodecke spielen zu können. Gespielt haben neben Friedrich Arndt auch Hildegard und Karl-Heinz Drescher von den Weilheimer Puppenspielen, Rudolf Fischer sowie Ingrid Höfer.
Seit dem 23. April 2005 sind die Originalfiguren im Museum für Puppentheaterkultur (PuK) in Bad Kreuznach ausgestellt. Zu sehen gibt es außer Robbi, Tobbi und dem Fliewatüüt auch den gelbschwarz geringelten Leuchtturm mit Besatzung, den Nordpol mit Nordpolforscher Zacharias Peter Paul Obenauf, dem Eisbären und den Eskimokindern, Nessie und die Burg Plumpudding Castle mit Joshua, den Ritterrüstungen und der kleinsten Figur: Polly McMouse.

### Dekoration und Fliewatüüt
Der Szenenbildner Wolfgang Schünke baute die Dekorationen und auch das Fliewatüüt. Wie der Kameramann, so hatte auch er bereits bei der Überarbeitung des Drehbuchs mitgewirkt, woraufhin der Aufbau problemlos vonstattenging. Ebenso wie das Fliewatüüt auf dem Einband der Buchvorlage besaß das Modell ebenfalls keinen Heckrotor, hatte aber sonst wenig Ähnlichkeit. So war das Modell breiter als hoch, entsprach also nicht der Ei-Form im Buch. Und während die Windschutzscheibe beim Buch-Fliewatüüt auf Höhe des Armaturenbretts endete, ging sie beim Modell-Fliewatüüt bis zum Boden, ähnlich wie bei vielen Hubschraubern. Das Modell war hellblau statt rot lackiert. (Im Buch wird im ersten Kapitel erwähnt, dass sich Tobbi nicht entscheiden könne zwischen Rot oder Blau als Farbe für das Fliewatüüt.)

### Studioaufnahmen
Der WDR hatte an der Rechtsschule, nahe dem Hauptgebäude am Walraffplatz, gerade vier neue Studios gebaut. So fanden die Aufnahmen mit aktueller Fernsehtechnik in einem der beiden großen Studios, dem Studio B statt. Die Studioaufnahmen fanden vor einer blauen Wand statt und dieses Blau wurde im Regieraum durch die Außenaufnahmen ersetzt. Dazu fertigte man von den Flugaufnahmen zwei Sendekopien an und legte sie als Endlosschleife in den Filmabtaster. Eine zum Üben, wobei sich Kratzer beim mehrfachen Durchlauf nicht vermeiden ließen, und eine für die Aufnahme. Die Überblendung funktionierte aber noch nicht perfekt, bei Nachtaufnahmen reflektierte die helle Wand auf den dunklen Vordergrund, was die Illusion zerstörte. Erst eine zu 100 % reflektierende Folie als Hintergrund, die von einer schwachen blauen Lampe unter der Kamera angestrahlt wurde, brachte ein brauchbares Ergebnis. Bei den Aufnahmen sprach der Puppenspieler Friedrich Arndt alle Figuren mit verstellter Stimme, um eine Orientierung für die spätere Synchronisation zu erhalten.

### Schauplätze
Buch und Film beziehen sich zum Teil auf reale Orte wie Loch Ness und den Nordpol. Andere Orte sind Fiktion, haben aber teilweise reale Entsprechungen. So begeben sich Robbi und Tobbi auf die Suche nach einer dreieckigen Burg nach Schottland, wo sie Burg Plumpudding Castle finden. Recherchen hatten ergeben, dass es zwar einmal eine dreieckige Burg in Schottland gegeben hat – Caerlaverock Castle –, von ihr aber nur noch eine Ruine erhalten war. Daher wurde Plumpudding Castle als Modell im Maßstab 1:3 mit zehn Meter hohen Türmen nachgebaut, damit es beim Anflug aus der Luft zu erkennen war. Die Burg sollte laut Buchvorlage in einem See liegen und nur durch eine Zugbrücke zu erreichen sein. Um die Kosten für Aufnahmen in Schottland zu vermeiden, wurde das Modell auf Pontons in einer Bucht des Rurstausees gebaut, da dort die Gegend ausreichend schottisch aussah. Die überstehenden Partien wurden mit Büschen und Erde bedeckt.

### MAZ
Die Aufnahmen wurden nicht mit einer herkömmlichen Filmkamera gedreht, sondern als Video direkt auf Magnetband aufgezeichnet. Das war damals eine Neuheit. Dieses neue Verfahren wurde im originalen Vorspann extra gewürdigt, wo es nicht „Ein Film von …“, sondern „Eine MAZ von …“ hieß. Dies ermöglichte die seinerzeit neuartige und sensationell anmutende Bluescreen-Technik. Reale Landschaftsaufnahmen wurden mit Aufnahmen von Stabpuppen und Marionetten verbunden. Zu Beginn des Abspanns wird ein Foto der gesamten Crew gezeigt. Wenn die Namen auftauchen, erfolgt ein Zoom auf die zugehörigen Personen und -gruppen.

### Schnitt
Die Aufnahmen wurden im Studio direkt auf ein 2-Zoll-Magnetband aufgezeichnet. Für die erste Folge geschah der Schnitt noch mechanisch. Dabei musste das Band sehr präzise bearbeitet werden, weswegen nur sechs bis sieben Schnitte pro Stunde möglich waren. Ab der zweiten Folge konnte bereits elektronisch geschnitten werden. Dazu musste beim Abspielgerät eingegeben werden, ab welchen Zeitpunkt überspielt werden sollte, und beim Aufnahmegerät, zu welchem Zeitpunkt aufgenommen werden sollte. Dann lief der Kopiervorgang vollautomatisch ab. Solche Geräte gab es aber nur im Studio Bonn für die aktuelle Berichterstattung. Deswegen mussten die Arbeiten bei politischen Ereignissen unterbrochen werden.

### Hochseeaufnahmen
Das Hochseeschiff, auf dem das Fliewatüüt landet, um nach dem Weg zu fragen, wurde in der Luftaufnahme als Original gezeigt und dann das Deck als originalgetreu nachgebautes Modell. Der Leuchtturm entstand als neun Meter großes Modell. In der Rückansicht war er offen, damit die Puppenspieler agieren konnten.

### Ton
Für die Vertonung wurden Filmkopien angefertigt und anschließend gleichzeitig die Geräusche erzeugt und die Puppen zum Sprechen gebracht.

#### Geräuschvertonung
Die Geräuschvertonung erfolgte in den Filmschneideräumen in Köln. Die Editorin war mehrere Wochen damit beschäftigt, jeden Schritt, das Anlassen des Fliewatüüt, das Schiff etc. zu vertonen.

#### Textsynchronisation
Die Textsynchronisation fand in den Bavaria Filmstudios in München statt. Die Puppen wurden von folgenden Personen gesprochen, wobei sich die Dialoge an der Buchvorlage orientieren, einschließlich des wiederkehrenden Klick bei Robbi:
| Rolle                 | Synchronstimme   |
| --------------------- | ---------------- |
| Tobbi                 | Ulrike Luderer   |
| Robbi                 | Harry J. Bong    |
| Delfin Fridolin       | Horst Raspe      |
| Eskimokind Nunu       | Christa Häussler |
| Nessi                 | Margot Leonard   |
| Schottischer Polizist | Thomas Reiner    |
| Graf Joshua (Magier)  | Klaus W. Krause  |

Nessi sollte eine sexy Stimme bekommen, deswegen hat man mit Margot Leonard die deutsche Stimme von Marilyn Monroe ausgewählt.

### Soundtrack
Der Soundtrack der Serie stammt aus der Feder von Ingfried Hoffmann, Armin Maiwald kannte ihn von Jazz Ost-West in Nürnberg. Die Einleitung des Titelsongs wird auf einem Keyboard gespielt, wobei das Robbi-Tobbi-Motiv dem Hörer mehrmals in unterschiedlichen Variationen begegnet.
Das Frank Popp Ensemble hat den Titelsong in mehreren Versionen neu herausgebracht, darunter in einer Drum-and-Bass-Version. Eine weitere Coverversion gibt es von der Gruppe Welle: Erdball.

## Veröffentlichungen

### Ausstrahlungen
Die Erstausstrahlung erfolgte 1972 im Ersten Programm der ARD in vier Teilen von je 45 bis 65 Minuten Länge. Dazu gehörte auch der Bericht Wie das Fliewatüüt fliegt über die aufwändigen Dreharbeiten:
- Folge 1: Sonntag, den 3. September 1972 um 15.00 Uhr
- Wie das Fliewatüüt fliegt: Donnerstag, den 14. September 1972 um 17.25 Uhr
- Folge 2: Sonntag, den 17. September 1972 um 14.10 Uhr
- Folge 3: Sonntag, den 24. September 1972 um 14.35 Uhr
- Folge 4: Sonntag, den 1. Oktober um 1972 um 14.45 Uhr

Die Unterbrechung zwischen der ersten und der zweiten Folge kam aufgrund der Olympischen Sommerspiele 1972 zustande.
Es folgten zahlreiche Wiederholungen, im Ersten Programm August 1973, Dezember 1975 und Juli 1979; danach sehr häufig in den dritten Programmen und im KiKA. Die Serie wurde auch als ein-, zwei-, fünf-, sechs- oder elfteilige Version ausgestrahlt.

### VHS- und DVD-Veröffentlichungen
Die Serie wurde auf insgesamt sechs VHS-Kassetten veröffentlicht. Eine Doppel-DVD mit zusätzlichem Bonusmaterial ist seit April 2005 im Handel erhältlich. Sie enthält die Serie in der elfteiligen Version sowie die erwähnte Sondersendung. Im Oktober 2007 erschien eine neue DVD-Box in ungekürzter Fassung und digital überarbeitetem (remastered) Material. Neben umfangreichem Bonusmaterial enthält die Box eine CD mit der Musik zum Film.

## Abweichungen zum Buch

### In Tütermoor
- Weder Tütermoor noch Tante Paula finden eine Erwähnung.
- Robbi erzählt nicht, wie es in der Robotschule zugeht, er erwähnt sie nur kurz.
- Die drei Prüfungsaufgaben wirft Robbi mit seiner Nase als Projektionslinse mit durchlaufender Schrift an die Wand, so dass Tobbi sie vorlesen kann.
- Tobbi packt seine persönlichen Sachen zusammen, anschließend befindet man sich bereits im Garten vor dem Fliewatüüt. Das Verlassen des Hauses wird nicht gezeigt, auch kommt die Fähigkeit von Robbi nicht zur Sprache, durch dünne Wände gucken zu können.
- Das Fliewatüüt scheint vollgetankt und bereits mit Proviant für Tobbi beladen zu sein.
- Man fliegt sofort los, es gibt weder Erklärung der Bedienelemente noch eine Probefahrt und infolgedessen auch keine Begegnung mit Karl-Eduard Fruchtpelle.

### Die Reise zum Nordpol
- Die Familie von Nunu und Nana wird nicht gezeigt. Die beiden haben Lebertran dabei und reisen sofort zum Nordpol.
- Robbi bricht nicht während eines Flugs, sondern gleich nach Eintreffen der beiden Kinder zusammen.

### In Schottland
- Das Schlossgespenst Ghosty kommt nicht vor.
- Als die Drei vor der rätselhaften Maschine stehen, treffen sie sofort auf „Sir Joshua, letzter Herr auf Plumpudding Castle“. Er hat Vögel mit einer Flöte abgerichtet, Metall zu stehlen und herbeizuschaffen.
- Robbi drückt keine goldene Taste an seinem Bauch, folglich gibt es auch keinen Funkenregen. Er nimmt Joshua den angeblichen Zauberstab ab, tatsächlich handelt es sich um die Flöte, und zerbricht sie. Es handelt sich also um gar keinen Zauberer, sondern um einen Schwindler.
- Die Maschine fängt Feuer, daraufhin versuchen Robbi und Tobbi sie zu löschen, wobei Joshua fliehen kann.